# アンノーネ・ディ・ブリアンツァ
アンノーネ・ディ・ブリアンツァ（伊: Annone di Brianza）は、イタリア共和国ロンバルディア州レッコ県にある、人口約2,300人の基礎自治体（コムーネ）。

## 地理

### 位置・広がり
レッコ県南部、ブリアンツァ地方のコムーネ。県都レッコより南西約9km、ミラノの北東約40kmに位置し、アンノーネ湖南西部に面する。

#### 隣接コムーネ
隣接するコムーネは以下の通り。
- ボジージオ・パリーニ
- チェザーナ・ブリアンツァ
- チヴァーテ
- ガルビアーテ
- モルテーノ
- オッジョーノ
- スエッロ

### 気候分類・地震分類
気候分類では、zona E, 2446 GGに分類される。
また、イタリアの地震リスク階級 (it) では、zona 3 (sismicità bassa) に分類される。